# Lepidocephalichthys berdmorei
Lepidocephalichthys berdmorei és una espècie de peix de la família dels cobítids i de l'ordre dels cipriniformes.

## Morfologia
- Els mascles poden assolir 8 cm de llargària total.[5]

## Hàbitat
Viu en zones de clima tropical.

## Distribució geogràfica
Es troba a l'Índia (Meghalaya), la Xina, Myanmar, Bangladesh i Tailàndia (incloent-hi els rius Salween, Chao Phraya, Mekong i Meklong).